# 포초 (군인)

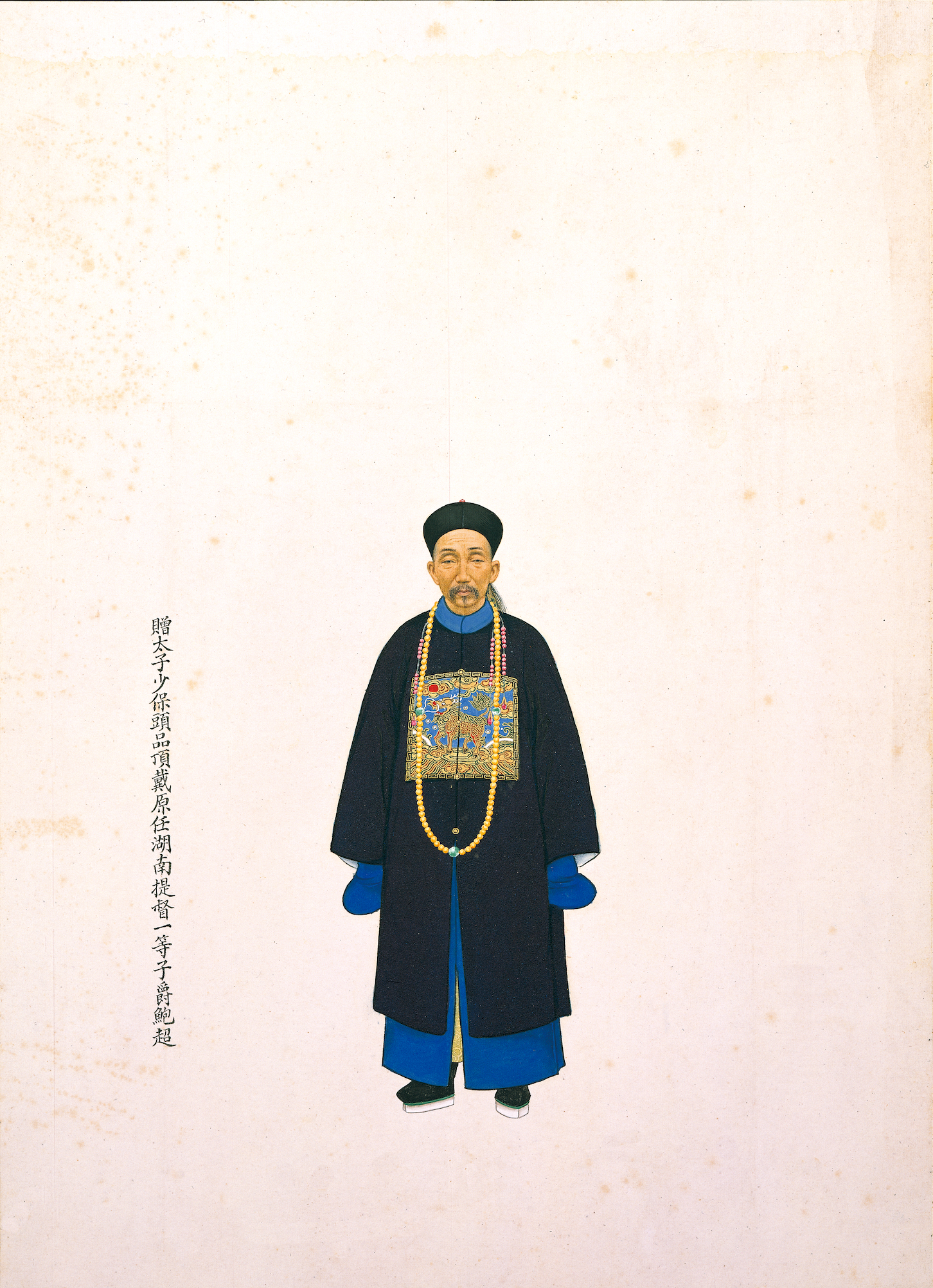

포초(鮑超, Bao Chao, 1828년 – 1886년)는 청나라 말기 상군의 지휘관이다.

## 생애
사천성 펑제현 출신이다. 1852년 광서제독 향영이 호북성 이창에서 병사를 모집하고 삼용영(川勇營)을 조직할 때 참여했다. 용맹해서 종종 전공을 세웠기 때문에 증국번의 눈에 들어 부장으로 승진했다. 그 활약상은 다룬가(多隆阿)와 함께 ‘북다남초’(北多南超)라는 찬사를 받았다. 1856년에 호림익으로부터 자신의 부대를 가진 것을 인정받아 창사에서 1만 5천의 군사를 모아 '정자영'(霆字營)을 조직했고 1860년에 기문의 상군 사령부를 수비하면서 태평천국군의 포위를 격퇴했다. 태평천국군은 그를 매우 두려워 했다. 1862년에 절강제독에 올랐다. 1864년, 강소 · 절강에서 패한 태평천국군이 강서를 탈출하자 소탕에 나섰고, 난징 공략 후 논공행상에서 일등경차도위를 제수받았다. 그 후, 태평천국의 잔당인 왕해양, 담체원을 광동에서 물리쳤다.
1866년부터 염군을 진압하면서 후베이 · 허난 · 산시의 경계를 전전했다. 1867년 1월, 윤륭하 전투에서 유명전이 고전하고 있는 곳에 원군으로 가서 염군을 격파하고 염군의 임주와 뢰문광을 물리치는 승리를 거뒀다. 그러나 이홍장을 늦게 구원했다고 탄핵되자, 분개하여 벼슬을 그만두고 정자영을 해산시켰다.
고향에 돌아온 후에는 칭병을 하다가 11년 후 복직했다. 1880년이 되어 호남제독에 기용되어 러시아 방어를 맡았지만, 2년 만에 병으로 사직했다. 청불 전쟁이 발발했을 때 군대를 이끌고 운남을 방어했지만, 화의가 성립되자 또 고향으로 돌아갔다.
사후 태자소보(太子少保)를 추증받았고, 충장(忠壯)이라는 시호를 받았다.

## 일화
500회 이상 전장에 출전했고, 몸에는 108개 이상의 상처가 있었다고 한다.
포초가 태평천국군에 포위되었을 때, 증국번에 원군을 요청하려 했지만, 글자를 몰랐다. 단지 자신의 이름을 쓸 수 있기 때문에 ‘포’ 한 글자를 원형으로 둘러싼 편지를 증국번에게 보냈다. 증국번은 “포초가 도움을 요청하고 있다”라고 웃으며 말하고 원군을 보내 구출에 성공했다.
문화 대혁명 때 ‘무산 계급의 배신자’라는 비판을 받고 묘소가 파괴되었다.